# Grand Cornier
El Grand Cornier és un cim dels Alps Penins que culmina a una altitud de 3.962 m al cantó del Valais a Suïssa, entre la vall d'Anniviers i la vall de Ferpècle.

## Geografia

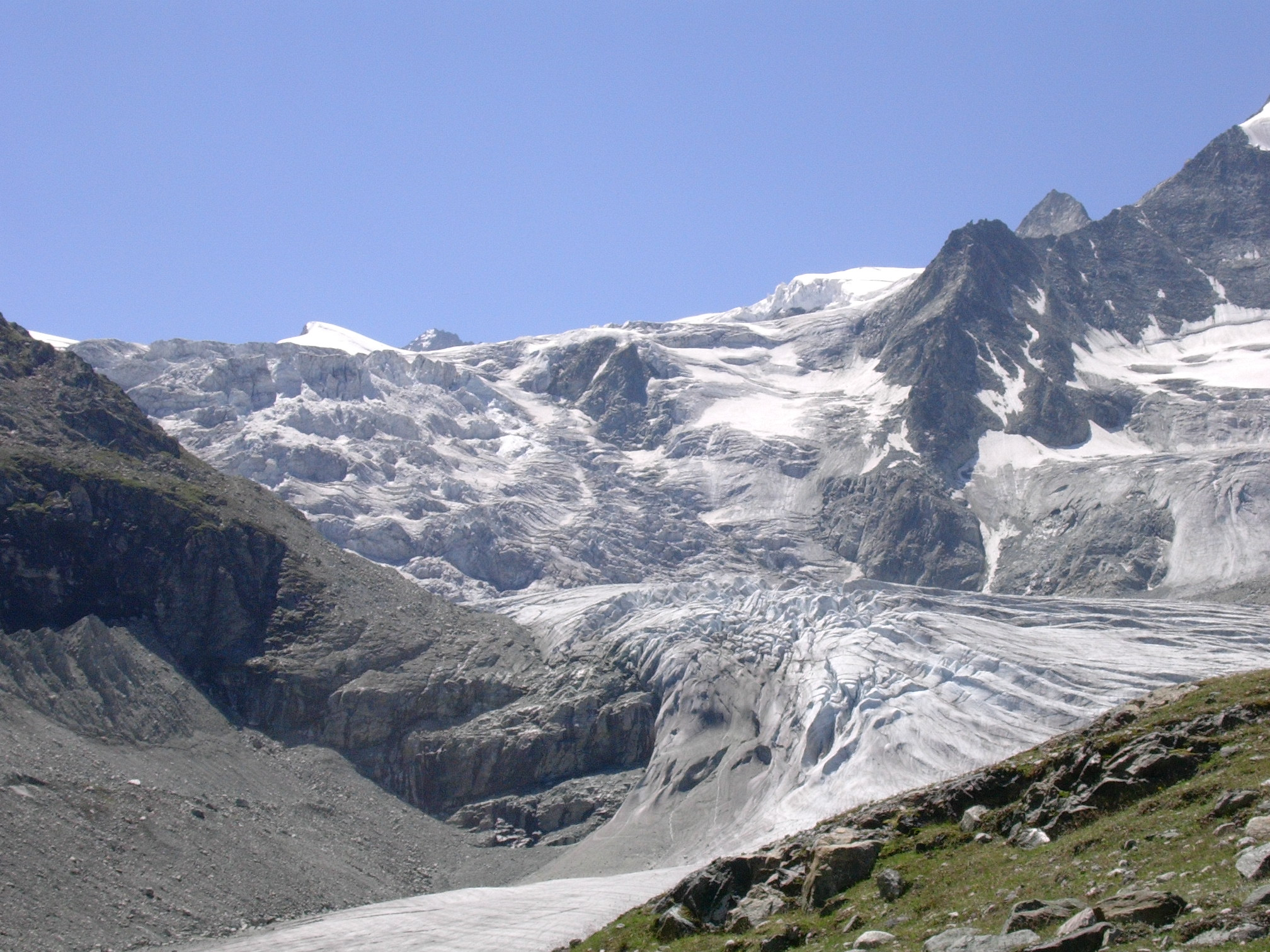
D'esquerra a dreta: una dels puntes dels Bouquetins el cim del Grand Cornier, la part superior de la glacera de Moiry, la Dent des Rosses; davant seu, la carena est de la punta de Mourti

Als vessants del Grand Cornier hi ha la glacera Moiry (al nord) i la glacera Zinal (a l'est), al costat de la vall d' Anniviers i la vall de Ferpècle cap a la vall d'Hérens. Just al costat, una mica més al sud, hi ha la Dent Blanche. Els dos cims estan separats pel Col du Grand Cornier.

## Ascensions
- 1865 - Primera ascensió d'Edward Whymper, Christian Almer, Michel Croz i Franz Biner.[2]
- 1936 - Primera ascensió a la cara nord per Lucien Devies i Jacques Lagarde.
- 1994 - Primera ascensió hivernal en solitari a la cara nord per Stéphane Albasini el 17 de març.[3]